# Hypnum crispum
Hypnum crispum là một loài Rêu trong họ Hypnaceae. Loài này được (Hedw.) With. mô tả khoa học đầu tiên năm 1801.